# Черниловский, Зиновий Михайлович
Зино́вий Миха́йлович Чернило́вский (24 ноября 1914 — 12 июня 1995) — советский и российский учёный-юрист, доктор юридических наук, профессор, специалист в области истории государства и права зарубежных стран и римского права.

## Биография
Родился 24 ноября 1914 года в черте оседлости — местечке Шумячи, Смоленской губернии. Его мать умерла в 1919 году, и в 1929 году он переехал к родственникам в Москву. В 1931 году З. М. Черниловский окончил ФЗУ и пошёл работать наборщиком в 1-ю Образцовую типографию. В 1932 году пошёл служить в армию, а спустя год, в 1933 году поступил в Московский юридический институт. На третьем курсе, переведясь на заочное отделение, был направлен в Омск (1935—1937) для работы следователем областной прокуратуры по уголовным делам.
В 1937 году уволился из прокуратуры и вернулся в Москву, чтобы избежать неизбежного в те годы ареста и продолжить своё обучение в родном институте. В 1941 году защитил кандидатскую диссертацию на тему «Законник Стефана Душана». Короткое время между защитой диссертации и отправлением на фронт преподавал историю государства и права в ВЮЗИ.
Войну начал в 1941 году в коммунистическом батальоне. Служил командиром пулемётной роты. Был награждён медалью «За отвагу». Был ранен. В действующей армии вступил в ВКП(б). В 1943 году был отозван из действующей армии для прохождения службы по специальности — в военной прокуратуре Харьковского военного округа. В период 1943—1944 годах занимался преподаванием — вечерами читал лекции в Харьковском юридическом институте. В ноябре 1945 года по состоянию здоровья комиссован.
По возвращении в Москву работал главным редактором Секретариата министерства юстиции, а с 1947 года — старшим научным сотрудником сектора теории и истории государства и права ВИЮНа. С 1948 года совмещал научную работу с преподаванием в МЮИ. В 1951 году, после выхода его монографии «Государственный строй Китайской Народной Республики», получил разгромную рецензию в газете «Известия», был уволен отовсюду и получил строгий партийный выговор, но не был исключён из партии. После смерти Сталина выговор был снят.
В сентябре 1953 года был принят в ВЮЗИ на должность старшего преподавателя по курсу истории государства и права. В 1964 году защитил докторскую диссертацию на тему «Происхождение раннефеодального государства и права у западнославянских народов». В 1965 году был избран по конкурсу на должность профессора кафедры истории государства и права. Впоследствии, в конце 1960-х годов, уже работая в ВЮЗИ, создал свой знаменитый однотомный учебник «Всеобщая история государства и права», многократно переиздававшийся с авторскими доработками в течение нескольких десятилетий.
С 1984 года заведовал кафедрой истории государства и права ВЮЗИ-МЮИ-МГЮА, где проработал до конца своих дней. Был участником создания новой Конституции России, членом Совета Московского дома учёных АН СССР.
Скончался 12 июня 1995 года после обширного инфаркта миокарда.

## Научная деятельность
Является автором более 200 научных работ. Сфера его преимущественных научных интересов — история развития правовой мысли славянских народов.
Среди его работ:
- Римское частное право: элементарный курс / Черниловский З. М. — М. : Новый юрист, 1997. — 224 с.
- Вопросы истории государства и права Германии и Швейцарии: сборник научных трудов / ред. З. М. Черниловский — М. : ВЮЗИ, 1985. — 117 с.
- Развитие права и политико-правовой мысли в Московском государстве: сборник научных трудов / отв. ред. З. М. Черниловский — М. : ВЮЗИ, 1985. — 153 с.
- От Маршалла до Уоррена: очерки истории Верховного суда США[вд] / Черниловский З. М. — М. : Юрид.лит., 1982. — 224 с.
- Государственный строй Китайской Народной Республики [Текст] / Черниловский З. М. — М. : Госюриздат, 1951. — 95 с.
- Всеобщая история государства и права: учебное пособие / Черниловский З. М. — М. : ВЮЗИ, 1970. — 639 с.
- Всеобщая история государства и права / Черниловский З. М. — М. : Юристъ, 1995. — 576 с.
- Всеобщая история государства и права (история государства и права зарубежных стран): учебник / Черниловский З. М. — 2-е изд.,перераб.и доп. — М. : Высш.шк., 1983. — 656 с.
- Римское частное право: (Элементарный курс) / Черниловский З. М. — М. : [б. и.], 1989. — 287 с.
- Лекции по римскому частному праву / З. М. Черниловский. — М. : Юрид. лит., 1991. — 208 с.
- Возникновение раннефеодального государства у прибалтийских славян / Черниловский З. М. — М. : ВЮЗИ, 1959. — 128 с.
- История рабовладельческого государства и права: учебное пособие / Черниловский З. М. — 2-е изд. — М. : ВЮЗИ, 1960. — 291 с.
- История феодального государства и права: учебное пособие / Черниловский З. М. — М. : ВЮЗИ, 1959. — 354 с.
- Хрестоматия по всеобщей истории государства и права / ред. З. М. Черниловский, сост. В. Н. Садиков. — М. : [б. и.], 1994. — 413 с.
- Хрестоматия по истории государства и права зарубежных стран: учебное пособие / ред. З. М. Черниловский. — М. : Юрид.лит., 1984. — 472 с.
- Хрестоматия по всеобщей истории государства и права: учебное пособие / ред. З. М. Черниловский, сост. В. Н. Садиков. — М. : ВЮЗИ,

1973. — 495 с.
- История буржуазного государства и права (1640—1917): учебное пособие / К. И. Батыр [и др.]; ред. З. М. Черниловский. — М. : Высш. шк., 1964. — 495 с.
- Хрестоматия по всеобщей истории государства и права [Текст]: учебное пособие / ред. З. М. Черниловский, сост. В. Н. Садиков. — М. : «Гардарика», 1996. — 413 с.
- Всеобщая история государства и права / Черниловский З. М. — М. : Юристъ, 1996. — 576 с.
- Римское частное право: элементарный курс / Черниловский З. М. — М. : Юристъ, 2000. — 212 с.